# Iola's Promise
Iola's Promise: How the Little Indian Maiden Paid Her Debt of Gratitude  è un cortometraggio muto del 1912 diretto da David W. Griffith.
Si tratta di uno dei circa 30 cortometraggi diretti da David W. Griffith che hanno per soggetto l'esperienza dei nativi americani degli Stati Uniti d'America. Qui il tema trattato è quello della devota amicizia che si sviluppa tra un uomo bianco e una ragazza indiana che egli ha salvato. La ragazza ripagherà il debito con il sacrificio stesso della propria vita.
Secondo le convenzioni dell'epoca e come di regola in tutti i film di Griffith, i ruoli protagonisti di nativi americani sono interpretati da attori bianchi in "red face", qui ancora una volta Mary Pickford accanto a Alfred Paget. Le rigide regole di segregazione rendevano improponibile che attori bianchi e non-bianchi recitassero assieme su un piano di parità ed in particolare che apparissero coinvolti, sia pure nella finzione scenica, in un amore interraziale. I "veri" nativi americani presenti nel film sono relegati a ruoli di comparse.

## Trama
Iola, una ragazza indiana, è tenuta prigioniera da una banda di tagliagole, dalle cui grinfie e maltrattamenti viene salvata da Jack Harper, un cercatore d'oro. È veramente grata a Jack, perché lo vede diverso da tutte le altre persone bianche che ha finora incontrato. Promette a se stessa che farà di tutto per sdebitarsi con lui.
Iola non solo indica a Jack dove cercare l'oro ma sacrifica la sua stessa vita per far fuggire la fidanzata di Jack e suo padre che nel frattempo erano stati fatti prigionieri dagli indiani, che avevano attaccato il loro convoglio.

## Produzione
Il film fu prodotto dalla Biograph Company

## Distribuzione
Distribuito dalla General Film Company, il film - un cortometraggio in una bobina - uscì nelle sale cinematografiche degli Stati Uniti il 14 marzo 1912. Il 28 aprile di quello stesso anno, uscì anche nel Regno Unito. Ne venne fatta una riedizione distribuita sul mercato americano il 4 settembre 1916.